# Isokaze (lớp tàu khu trục)
Lớp tàu khu trục Isokaze (tiếng Nhật: 磯風型駆逐艦 - Isokazegata kuchikukan) là một lớp bao gồm bốn tàu khu trục hạng nhất của Hải quân Đế quốc Nhật Bản được chế tạo trong giai đoạn cuối Chiến tranh Thế giới thứ nhất. Chúng đã kịp hoàn tất để phục vụ trong Thế Chiến I và được cho nghỉ hưu vào giữa những năm 1930.

## Bối cảnh
Lớp tàu khu trục Isokaze được thiết kế như một phần trong giai đoạn chế tạo ban đầu trong Dự án Hạm đội 8-8 (Hachi-Hachi Kantai) của Hải quân Nhật đồng thời với lớp Momo nhỏ hơn. Cùng với việc đưa vào hoạt động những thiết giáp hạm có tốc độ cao Yamashiro và Ise, cũng phát sinh nhu cầu phải có những tàu hộ tống có tốc độ nhanh tương đương và khả năng hoạt động ngoài biển khơi. Tuy nhiên, do Nhật Bản không có khả năng đóng cùng lúc nhiều tàu khu trục lớn, người ta quyết định tách chương trình chế tạo thành những "tàu khu trục hạng nhất" lớn hơn (như lớp Isokaze), và một lớp mới các tàu khu trục cỡ vừa tên gọi "tàu khu trục hạng nhì" (như lớp Momo).
Bốn chiếc đã được chế tạo khi đơn đặt hàng được chia cho Xưởng hải quân Kure, xưởng đóng tàu của Mitsubishi tại Nagasaki và của Kawasaki tại Kobe.

## Thiết kế
Những chiếc trong lớp Isokaze là một phiên bản lớn hơn đôi chút và được cập nhật từ lớp Umikaze trước đó. Nhìn bên ngoài, thiết kế bao gồm ba ống khói và một mũi tàu uốn lượn thay vì suôn thẳng.
Bên trong, hệ thống động lực được thay thế bằng kiểu động cơ turbine hơi nước đốt dầu nặng. Hai chiếc Amatsukaze và Tokitsukaze sử dụng động cơ turbine Brown-Curtis trong khi hai chiếc kia Isokaze và Hamakaze dùng turbine Parsons. Những tiến bộ trong thiết kế và chế tạo turbine cho phép có hoạt động tin cậy hơn so với lớp Umikaze. Công suất 27.000 mã lực cho phép con tàu đặt được tốc độ tối đa 63 km/h (34 knot). Tuy nhiên, động cơ không thể hoạt động liên tục kéo dài ở mức công suất lớn hơn 7.000 mã lực, làm giới hạn đáng kể tính năng hoạt động của chúng.
Vũ khí trang bị được tăng cường so với những lớp tàu trước, với bốn khẩu hải pháo QF 119 mm (4,7 inch) Mk I – IV bố trí trên các bệ đặt dọc theo trục giữa của con tàu, hai khẩu trước các ống khói và hai khẩu phía đuôi. Số ống phóng ngư lôi cũng được tăng lên ba bộ, mỗi bộ mang hai ngư lôi 533 mm. Việc bảo vệ phòng không được cung cấp bởi bốn súng máy.

## Lịch sử hoạt động
Các tàu khu trục lớp Isokaze đã kịp hoàn tất để tham gia giai đoạn cuối cùng của Chiến tranh Thế giới thứ nhất. Chiếc Tokitsukaze bị vỡ làm đôi và chìm ngoài khơi bờ biển tỉnh Miyazaki, Kyūshū vào năm 1918. Nó được trục vớt và sửa chữa tại Xưởng hải quân Maizuru, và mặc dù được cho tái hoạt động như một tàu khu trục hạng nhất, nó chỉ được sử dụng như một tàu huấn luyện tại Học viện Hải quân Đế quốc Nhật Bản tại Etajima.
Mọi chiếc trong lớp Isokaze đều được cho nghỉ hưu vào ngày 1 tháng 4 năm 1936.

## Những chiếc trong lớp
| Tàu                  | Đặt lườn            | Hạ thủy              | Hoạt động           | Số phận |
| Izokaze (磯風)       | 5 tháng 4 năm 1916  | 5 tháng 10 năm 1916  | 28 tháng 2 năm 1917 | Nghỉ hưu 1 tháng 4 năm 1936                                                                                                |
| Amatsukaze (天津風)  | 1 tháng 4 năm 1916  | 5 tháng 10 năm 1916  | 14 tháng 4 năm 1917 | Nghỉ hưu 1 tháng 4 năm 1936                                                                                                |
| Hamakaze (浜風)      | 1 tháng 4 năm 1916  | 30 tháng 10 năm 1916 | 28 tháng 3 năm 1917 | Nghỉ hưu 1 tháng 4 năm 1936                                                                                                |
| Tokitsukaze (時津風) | 10 tháng 3 năm 1916 | 27 tháng 12 năm 1916 | 31 tháng 3 năm 1917 | Bị đắm ngoài khơi Miyazaki 30 tháng 3 năm 1918, trục vớt và tái hoạt động 17 tháng 2 năm 1920; nghỉ hưu 1 tháng 4 năm 1936 |